# Juncus planifolius
Juncus planifolius là một loài thực vật có hoa trong họ Juncaceae. Loài này được R.Br. mô tả khoa học đầu tiên năm 1810.

## Hình ảnh

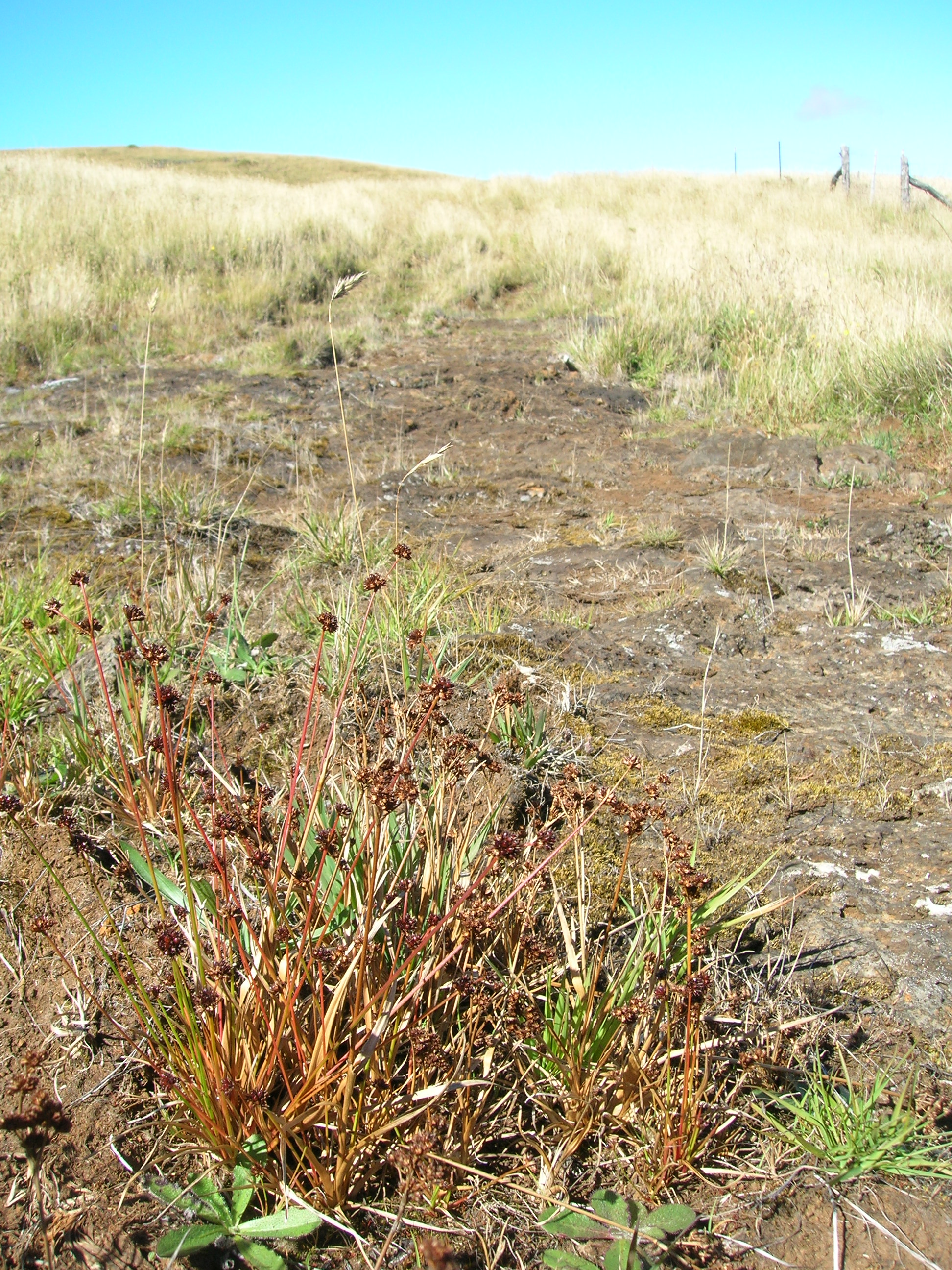
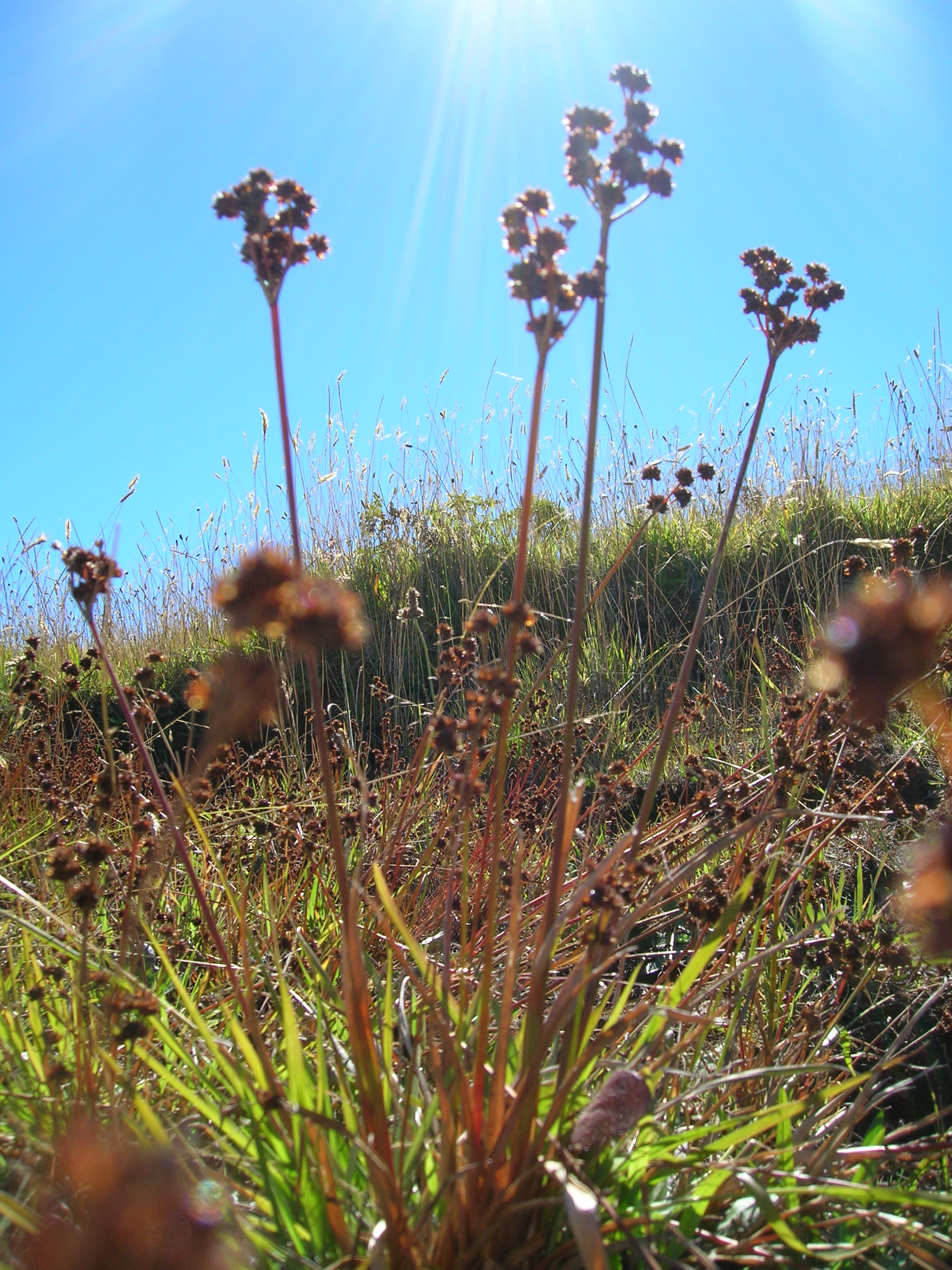
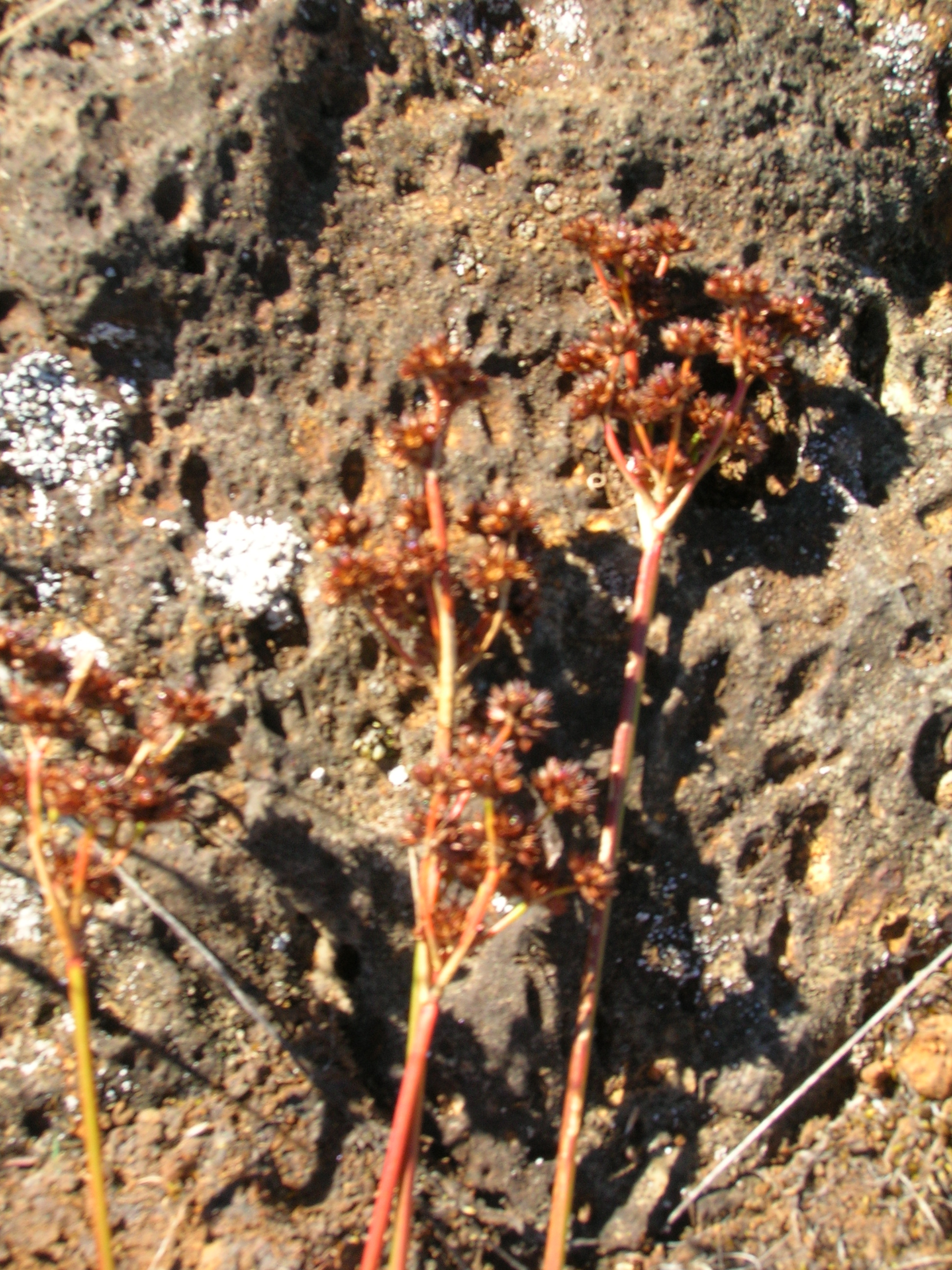
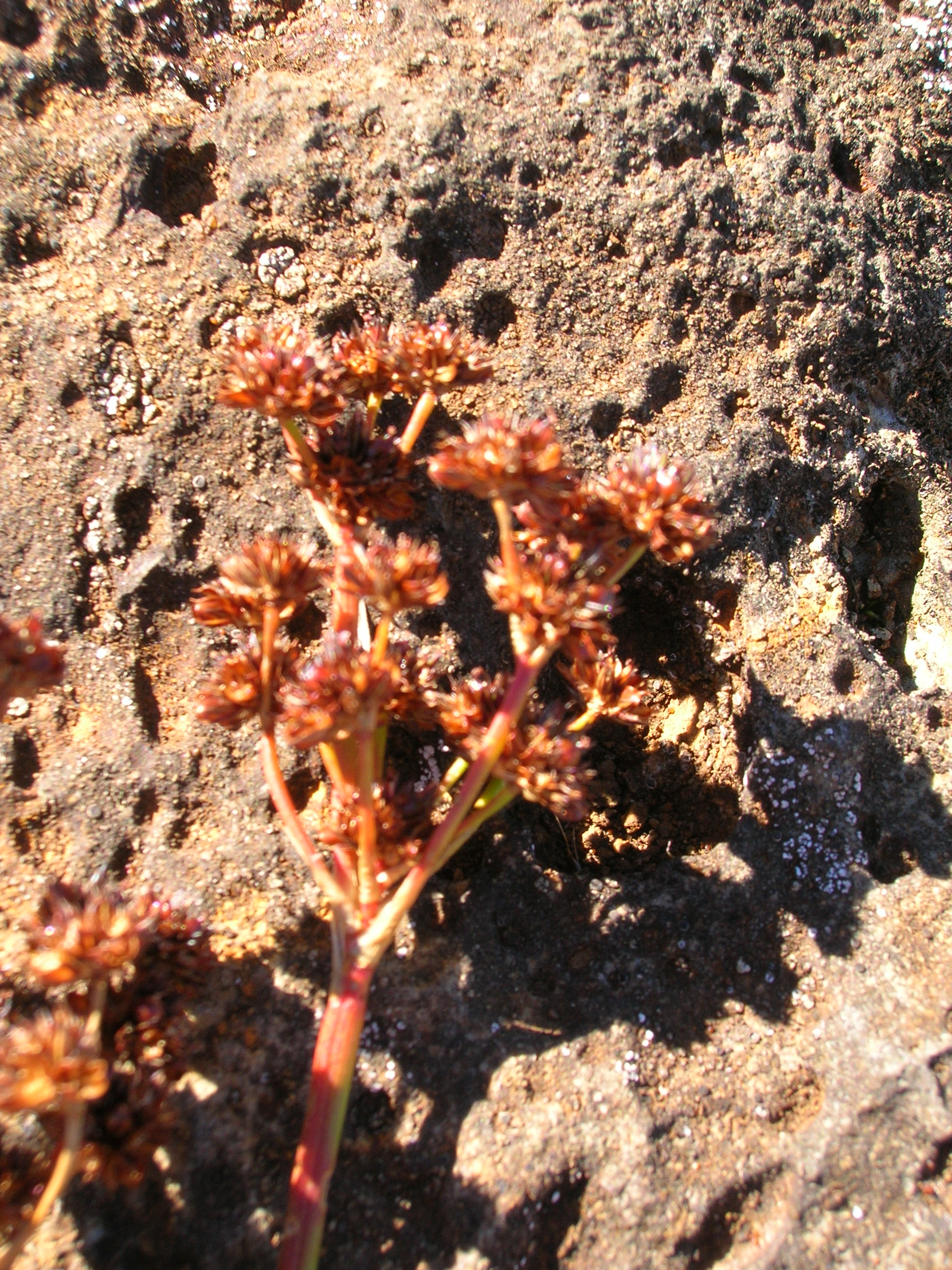